# Amer Sports
Amer Sports Oyj ist ein international tätiger finnischer Sportausrüstungshersteller mit Sitz in Helsinki. Das 1950 gegründete Unternehmen entwickelte sich von der Tabakindustrie über einen Mischkonzern hin zum internationalen Sportausrüstungshersteller. Es führt Sportartikelmarken wie Arc’teryx, Atomic, Salomon und Wilson. Seit 2019 gehört das Unternehmen einem internationalen Konsortium unter Führung des chinesischen Konzerns Anta Sports.

## Geschichte
Das Unternehmen wurde 1950 von vier Studenten als Tabakhandel unter der Firma Amer-Tupakka Oy (International als Amer Tobacco auftretend) gegründet. 1961 erwarb es die Exklusivrechte für Finnland von Philip Morris International zur Herstellung und zum Vertrieb von deren Zigarettenmarken, darunter Marlboro. In den 1960er-Jahren erweiterte das Unternehmen sich mit Erwerb von drei Schiffen zur Reederei. In den 1970er-Jahren kaufte es unter anderem verschiedene finnische Medienunternehmen wie Weilin+Göös und den Papierhersteller Hyppölä. 1973 firmierte das zu einem Mischkonzern gewachsene Unternehmen um in Amer-Yhtyma Oy (international als Amer Group Ltd. auftretend). 1974 wurde der finnische Sportartikelhersteller Koho-Tuote übernommen. 1977 erfolgte der Gang an die Börse Helsinki. In den 1980er-Jahren erwarb es u. a. den Fahrzeughersteller Korpivaara und hierdurch die Vertriebsrechte von Citroën und Toyota in Finnland.
1986 fokussierte die Amer-Gruppe ihren Schwerpunkt auf Sportausrüstung. Das Unternehmen erwarb einen bedeutenden Anteil an dem Golfausrüster MacGregor von Jack Nicklaus, veräußerte jedoch den 1974 erworbenen Hockeyausrüster Koho-Tuote. 1989 erwarb die Amer-Gruppe das US-amerikanische Unternehmen Wilson Sporting Goods aus Chicago, einem führenden Ausrüster im Golf- und Tennissport, 1994 den österreichischen Skiausrüster Atomic und 1999 den finnischen Messgerätehersteller Suunto. 2000 wurde das Baseball- und Softballausrüsterunternehmen DeMarini erworben.
2004 verkaufte es die 1961 erworbenen Rechte zurück an Philip Morris und stellte das Tabakgeschäft in Gänze ein. Im selben Jahr (2004) erfolgte die Umbenennung in Amer Sports. 2005 wurde durch Amer Sports der Kauf des Sportausrüsters Salomon von Adidas vollzogen.
Im März 2019 wurde Amer Sports, nachdem im Dezember 2018 ein Übernahmeangebot für sämtliche Aktien (zuvor rd. 86 % Streubesitz) veröffentlicht wurde, nach Überschreitung des erforderlichen Quorums von mindestens 90 % der stimmberechtigten Anteile von einem internationalen Käuferkonsortium unter Führung des chinesischen Sportausrüstungshersteller Anta Sports übernommen. Zu dem Konsortium gehören neben der Anta Sports Products Limited die chinesische Private-Equity-Gesellschaft Fountainvest Partners, die dem Gründer der kanadischen Sporteinzelhandelskette Lululemon Athletica (Chip Wilson) gehörende Beteiligungsgesellschaft Anamered Investments Inc. und das chinesische Internetunternehmen Tencent Holdings Limited. Im August 2019 wurde aufgrund des Antrags der neuen Mehrheitseigentümer das Delisting an der Börse Helsinki vollzogen.
2019 veräußerte Amer Sports den französischen Fahrradzubehörhersteller Mavic an die US-Investmentgesellschaft Regent LP. Die Beteiligung am Fitnessgerätehersteller Precor verkaufte Amer Sports im Jahr 2021 an den US-Fitnessgerätehersteller Peloton Interactive. 2022 verkaufte Amer Sports den Messgerätehersteller Suunto an den chinesischen Wearables-Hersteller Liesheng.
Anfang Januar 2024 wurden konkrete Pläne für einen Börsengang der Amer Sports, Inc. an der New York Stock Exchange unter dem Kürzel AS öffentlich bekannt. Im April 2024 verkaufte Amer Sports den Fahrradkomponentenhersteller ENVE Composites an PV3, eine amerikanische Investmentfirma aus Utah.

## Sportartikelmarken

Salomon
Wilson Sporting Goods
Atomic

Das Unternehmen tritt global mit 10 Marken auf (Stand Mai 2024): Arc’teryx, Armada, ATEC, Atomic, DeMarini, Evoshield, Louisville Slugger, Peak Performance, Salomon und Wilson.

### Peak Performance
Peak Performance ist eine schwedische Outdoor-Marke mit einer Zentrale in Stockholm. Die 1986 gegründete Marke gehörte bis 2018 zum dänischen Bekleidungskonzern IC Group A/S.

### Arc’teryx
Arc’teryx ist ein kanadisches Textilunternehmen mit Sitz in Vancouver. Das 1990 gegründete Unternehmen war bis 2002 eigenständig und wurde am 15. Januar 2002 zu 100 % von Adidas-Salomon zu einem Betrag von 18 Mio. € übernommen. Adidas verkaufte Ende 2005 Salomon an Amer Sports, und damit auch Arc’teryx. Unter der Marke werden Outdoor-Bekleidung, Rucksäcke, Kletterausrüstung und Schutztextilien angeboten. Arc’teryx produziert vorwiegend in China.

## Ehemalige Marken von Amer Sports
| Verkaufsjahr | Marke           | Branche       | Käufer              |
| ------------ | --------------- | ------------- | ------------------- |
| 2019         | Mavic           | Radsport      | Regent L            |
| 2021         | Precor          | Fitnessgeräte | Peloton Interactive |
| 2022         | Suunto          | Wearables     | Liesheng            |
| 2024         | ENVE Composites | Radsport      | PV3                 |